# Шарни-ле-Башо
Шарни́-ле-Башо́ (фр. Charny-le-Bachot) — коммуна во Франции, находится в регионе Шампань — Арденны. Департамент — Об. Входит в состав кантона Мери-сюр-Сен. Округ коммуны — Ножан-сюр-Сен.
Код INSEE коммуны — 10086.
Коммуна расположена приблизительно в 125 км к востоку от Парижа, в 55 км юго-западнее Шалон-ан-Шампани, в 30 км к северу от Труа.

## Население
Население коммуны на 2008 год составляло 185 человек.
| 1962 | 1968 | 1975 | 1982 | 1990 | 1999 | 2008 |
| ---- | ---- | ---- | ---- | ---- | ---- | ---- |
| 176  | 177  | 153  | 169  | 161  | 173  | 185  |

## Администрация
| Период | Период | Фамилия      | Партия | Примечания |
| ------ | ------ | ------------ | ------ | ---------- |
| 2001   | 2008   | Морис Авелин |        |            |
| 2008   |        | Клод Шапель  |        |            |

## Экономика

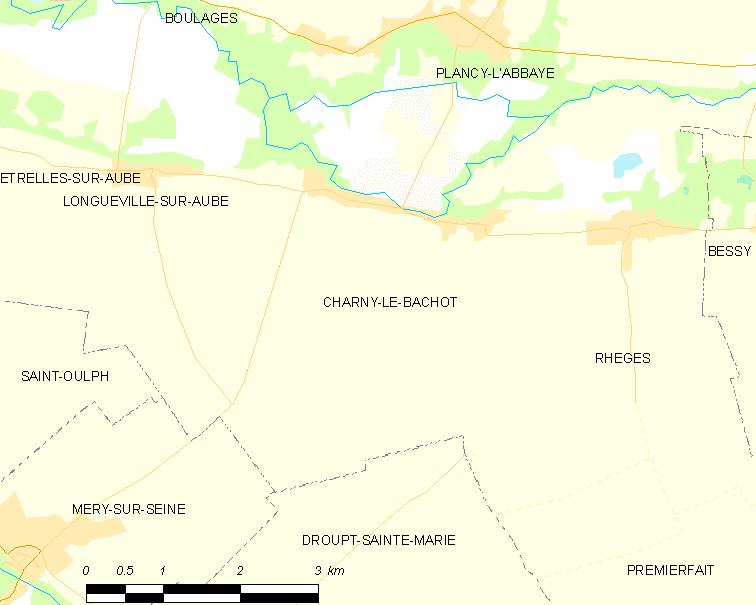
Карта коммуны

В 2007 году среди 108 человек в трудоспособном возрасте (15—64 лет) 81 были экономически активными, 27 — неактивными (показатель активности — 75,0 %, в 1999 году было 78,4 %). Из 81 активных работали 72 человека (41 мужчина и 31 женщина), безработных было 9 (4 мужчины и 5 женщин). Среди 27 неактивных 7 человек были учениками или студентами, 12 — пенсионерами, 8 были неактивными по другим причинам.